# Biggie & Tupac
Biggie & Tupac è un documentario del 2002, diretto da Nick Broomfield che racconta gli omicidi dei rapper statunitensi The Notorious B.I.G. e Tupac Shakur.
Il regista investiga sugli omicidi dei due rapper, Tupac Shakur e Biggie Smalls uccisi rispettivamente il 13 settembre 1996 a Las Vegas e il  9 marzo 1997 a Los Angeles. Tra gli intervistati c'è Russell Poole, ex poliziotto della LAPD, che racconta il caso e pone i maggiori sospetti su Marion Knight, fondatore dell'etichetta discografica West Coast Death Row Records.